# André Gillet
Pour les articles homonymes, voir Gillet.
André Gillet (né le 3 novembre 1916 et mort le 29 juin 1993) est un administrateur de société, constructeur, entrepreneur et un homme politique fédéral du Québec.

## Biographie
André Gillet commence sa carrière politique en devenant maire de la ville de Saint-Michel (de 1955 à 1961) située dans le nord est de l'île de Montréal, ville par la suite fusionnée à la ville de Montréal. Il devient ensuite député du Parti progressiste-conservateur dans la circonscription de Mercier lors des élections de 1958. Lors des élections de 1962, il termine deuxième derrière le libéral Prosper Boulanger.